# Beszyno
Beszyno – wieś w Polsce położona w województwie mazowieckim, w powiecie płońskim, w gminie Naruszewo. 
Miejscowość wchodzi w skład sołectwa Michałowo.
Wieś szlachecka Bęszyno położona była w drugiej połowie XVI wieku w ziemi wyszogrodzkiej. W latach 1975–1998 miejscowość administracyjnie należała do województwa ciechanowskiego.